# Chiococca oaxacana
Chiococca oaxacana är en måreväxtart som beskrevs av Paul Carpenter Standley. Chiococca oaxacana ingår i släktet Chiococca och familjen måreväxter. Inga underarter finns listade i Catalogue of Life.